# Pjotr Iwanowitsch Bartenew

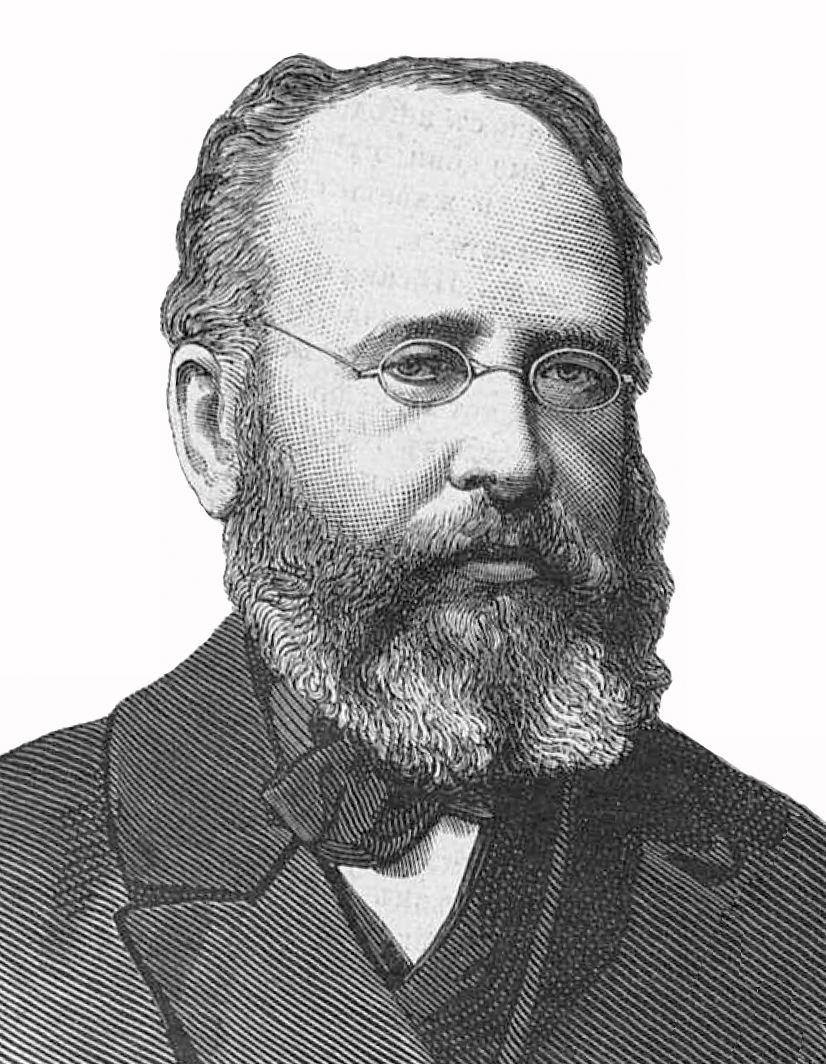
Pjotr Iwanowitsch Bartenew

Pjotr Iwanowitsch Bartenew (russisch Пётр Иванович Бартенев, wiss. Transliteration Pëtr Ivanovič Bartenev; geb. 1829; gest. 1912) war ein russischer Historiker, Philologe und Bibliograph. Er war Gründungsherausgeber der historischen Zeitschrift Russki archiw (Russisches Archiv) und ist für seine Puschkin-Arbeiten bekannt.

## Leben und Wirken
Aus einer Adelsfamilie stammend, besuchte Bartenew die Moskauer Universität. 1856 erfolgte seine erste Veröffentlichung der Korrespondenz von Zar Alexei (1629–1676), was die führenden Slawophilen aufmerksam auf ihn machte. Diese Verbindungen halfen ihm, den Posten des Direktors in der Tschertkow-Bibliothek, damals die einzige öffentliche Bibliothek in Moskau, zu sichern. Einmal befragte ihn Leo Tolstoi, als er an seinem Roman Krieg und Frieden arbeitete, über die Einzelheiten der Napoleonischen Kriege. Tolstoi sagte, „sich mit einer Forschungsfrage an Bartenew zu wenden, sei als ob man den Hahn eines Samowars aufdrehe“. 1863 gründete Bartenew das Russische Archiv (Russki archiw; russisch Русский архив, wiss. Transliteration Russkij archiv), das erste Geschichtsjournal in Russland (das 1917 erschien). Wie dessen Konkurrenz Russkaja Starina (Русская старина, Russische Altertümer) brachte Bartenews Zeitschrift Dutzende von unbekannten Dokumenten und Memoiren aus dem 18. und frühen 19. Jahrhundert ans Licht. Das gesamte Familienarchiv von Fürst Woronzow wurde in 40 Bänden als Beilage zu dieser Zeitschrift veröffentlicht.
Bartenew ist heute wohl am besten als Begründer der Puschkin-Studien in Erinnerung geblieben. Er sammelte zahlreiche Zeugnisse über Alexander Puschkin von seinen Verwandten und Freunden. Bartenew und Pawel Wassiljewitsch Annenkow repräsentieren die erste Generation von Amateur-Puschkinisten. Das Buch des preußischen Historikers Ranke über die Serbische Revolution übersetzte er ins Russische. Sohn des prominenten Moskauer Historikers war der Pianist Sergej Bartenew (1863–1930).

## Werke (Auswahl)
- Пушкин в Южной России (Puschkin in Südrussland), Moskau, 1862, 2. Aufl., 1914.
- Рассказы о Пушкине, записанные со слов его друзей П. И. Бартеневым в 1851–1860 годах (Geschichten über Puschkin aus den Worten seiner Freunde in den Jahren 1851–1860, berichtet von P. I. Bartenew), Leningrad, 1925.
- Istorija Serbii po serbskim istotschnikam История Сербии по сербским источникам. 2. Ausgabe Moskau 1876 (zuerst 1857) (russ. Übersetzung von: Leopold Ranke: Die serbische Revolution. Aus serbischen Papieren und Mittheilungen. Hamburg, Friedrich Perthes, 1829 (Digitalisat); 2. A. Berlin, Duncker & Humblot, 1844 (Digitalisat))